# Isabel Muñoz (fotógrafa)
Isabel Muñoz Villalonga (Barcelona, 1951), conocida como Isabel Muñoz, es una fotógrafa española reconocida con algunos de los más prestigiosos premios nacionales e internacionales: dos World Press Photo, en 1999 y en 2004; el Premio PHotoEspaña y Medalla al Mérito de las Bellas Artes en 2009, y el Premio Nacional de Fotografía de España 2016. Su obra se caracteriza por una búsqueda constante de la belleza y el lenguaje de los cuerpos, por lo que algunos la han llamado "retratista del cuerpo".
En 2023 ingresó en la Real Academia de Bellas Artes de San Fernando.

## Biografía
Isabel Muñoz nació en Barcelona, si bien está afincada en Madrid, ciudad a la que se trasladó a los 18 años. En 1979 decidió hacer de la fotografía su profesión matriculándose en la escuela Photocentro de Madrid. Sus fotógrafos de referencia fueron Ramón Mourelle y Eduardo Momeñe.
Empezó a recibir encargos poco después para prensa y publicidad. Tote Trenas la introdujo en el mundo de la fotografía para cine. En esa época realizó la fotofija de películas como Sal gorda y Penumbra. 
Para seguir aprendiendo, en 1982 se marchó a Nueva York. Su obsesión era encontrar un soporte idóneo para reproducir la piel, por lo que continuó en Maine sus estudios con Craig Stevens, Robert Steinberg y Neil Silkirk. Regresó después a Nueva York para estudiar el gran formato en el International Center of Photography (ICP). 
En 1986 regresa a Madrid y realiza su primera exposición, Toques, en el Instituto Francés. De 1990 a 2007 se dedica a recorrer el mundo con el objetivo de intentar compartir sus emociones, y trabaja como reportera y fotógrafa. A través de la danza realiza trabajos en Cuba, Burkina Fasso, Mali, Egipto, Turquía y con el ballet de Víctor Ullate. En años posteriores continúa viajando a geografías tan diversas como el Sureste asiático, México, Irán, Irak, Siria, Turquía o Etiopía, para conocer y reflejar temas sociales como el tráfico de niños, las tribus urbanas, la violencia y la tragedia de la inmigración o el origen de la vida vinculado al amor por otros seres vivos y a la protección del medioambiente. 
Durante un viaje a Tailandia, mientras corría tras una procesión para hacer fotos, sufrió un accidente: una caída que le provocó la rotura de una vértebra. Tuvo que pasar por la mesa de operaciones y un proceso de recuperación, largo y duro. La rehabilitación duró hasta noviembre de 2016 y  todo ello le hizo darse cuenta de lo efímera que es la vida. Ha seguido, a partir de entonces, su carrera profesional con nuevas exposiciones en las que el cuerpo, la diversidad cultural y el medio ambiente son temas predominantes.

## Trayectoria artística
En 1986 realiza su primera exposición, «Toques», y en 1990 participa en el Mois de la Photographie (Mes de la Fotografía) de París, con lo que establece su proyección internacional. En su larga trayectoria realiza centenares de exposiciones en todas las principales ciudades de Europa, América y Asia. 
La obra de Isabel Muñoz explora el cuerpo humano e investiga formas de reproducir lo que comunica la textura de la piel. En ese proceso experimenta con la platinotipia como técnica de revelado fotográfico y la adopta como propia. Plasma cuerpos de todas las edades, razas, sexos y culturas. A menudo, en relación con una de sus pasiones, la danza, por lo que las imágenes de bailarines son recurrentes. Y con el tiempo va incorporando además la investigación y la denuncia social en torno a derechos humanos y medio ambiente. Por ejemplo, ha realizado series tanto sobre la esclavitud, la dignidad de los niños del mundo o de las personas trans, como sobre los derechos de los animales y la denuncia de la contaminación de los mares. Busca, en todo caso, fotografías que transmitan un mensaje más allá de lo estético porque, según dice, «no puedo fotografiar nada que no pase antes por mis sentimientos».
Desde el inicio de su carrera, Muñoz recorre distintos países para estudiar y reflejar de primera mano los temas que la atraen, para retratar la belleza o ser altavoz de denuncia. Entre otras, en el Sureste asiático desarrolla series sobre el tráfico de niños, en Etiopía (2005) se centra en las tribus que decoran sus cuerpos como forma de expresión, en El Salvador (2006) capta imágenes de las tribus urbanas y produce trabajos sobre violencia, y trabaja en el proyecto Nuestro Pequeño Mundo, fotografiando niños en la conmemoración del 20 aniversario de la Convención de los derechos del niño. Viajó a Irán, Siria, Turquía e Irak exponiendo El amor y el éxtasis como parte de PhotoEspaña 2010. Posteriormente, en México, expone sobre el drama de la inmigración (2014). En 2015, decide buscar los vínculos hacia el origen de los humanos, investigando a los grandes primates.
En 2018, se organiza la exposición La antropología de los sentimientos. Reúne 97 fotografías, seis audiovisuales y varias esculturas de la artista, y refleja su recorrido destacando algunos aspectos menos conocidos. «Un recorrido temático en torno a la representación obsesiva y heterogénea del cuerpo humano desde los mismos orígenes de la humanidad, la espiritualidad, la locura, los límites y extremos del cuerpo, la dimensión social de lo corporal y, finalmente, la sexualidad y el deseo», según el texto que acompaña a la exposición.
En la serie Origen (2023) presentó los trabajos del proyecto, sobre los valores antropológicos de las sociedades neolíticas a través de las fotografías de cuatro yacimientos arqueológicos de Anatolia: Göbekli Tepe, Karahan Tepe, Nevali Çori y Sayburç.
Isabel Muñoz utiliza primordialmente el blanco y negro en sus trabajos, excepto cuando explora temas sociales o antropológicos; en esos casos utiliza el color.

### Técnica
Sus fotografías, casi siempre en blanco y negro, son un estudio humano mostrando partes del cuerpo, imágenes de guerreros, toreros o bailarinas, usando un proceso minucioso y artesanal de revelado: la platinotipia.  

Todas las fotografías son contactos de gran formato, realizados por la artista directamente del negativo, utilizando el antiguo proceso del platino. En este proceso la artista debe prepararse ella misma el papel aplicándole, como si de pintura se tratase, una solución de platino. Más tarde los negativos, que deben tener el mismo tamaño que la fotografía final, se ponen en contacto directo con el papel preparado para ser expuestos a la luz bajo una gran prensa de contactos. Una vez terminado este proceso, las imágenes son reveladas y lavadas a mano en grandes bandejas.
Web de Isabel Muñoz

## Premios y reconocimientos
Obtiene el premio World Press Photo en 1999 (en la categoría Arte y Entretenimiento) y en 2004 (en la categoría Retratos). En 2006, el Premio de Fotografía de la Comunidad de Madrid. Y en 2009 se hace merecedora del Premio PHotoEspaña, y recibe además la Medalla al Mérito de las Bellas Artes y el Premio Bartolomé Ros al conjunto de su obra.

En 2016 recibió el Premio Nacional de Fotografía que concede el Ministerio de Educación, Cultura y Deporte. El jurado valoró su trayectoria profesional, en la que «combina el compromiso social con la búsqueda de la belleza, ahondando en temas como el cuerpo, el rito o la diversidad cultural». También se subraya «la singularidad de su utilización de una técnica tradicional aplicada a un lenguaje contemporáneo». Muñoz declaró que
«mi interés ha sido el ser humano. Aunque en las personas haya zonas oscuras, siempre hay una parte de luz, el ser humano no puede vivir sin esperanza».
En 2016 recibió el Premio Optimista Comprometida con la Cultura, que otorga la revista Anoche Tuve un Sueño.
En 2018 fue una de las invitadas por la Fundación Amigos del Prado a reflexionar sobre la riqueza artística e histórica del museo, creando dos piezas exclusivas para su colección.
Premios Pop Eye 2019.
En 2019 recibió el Premio Personajes Fuera de Serie 2019 de Arte, otorgado por la revista FUERA DE SERIE.
El 29 de enero de 2023 pronunció su discurso ingreso en la Real Academia de Bellas Artes de San Fernando titulado Una antropología de los sentimientos.

## Exposiciones
La obra de esta fotógrafa catalana ha podido verse en PHotoEspaña (1998, 2007, 2010 y 2012) y en instituciones de todo el mundo, como el Chrysler Museum of Art (Norfolk, Virginia, EE. UU., 1992), el Dansmuseet (Estocolmo, 2002), el Museo de Arte Contemporáneo Unión Fenosa (La Coruña, 2006), la Casa de América (Madrid, 2006), la Fototeca Nacional del INAH (Pachuca, México, 2008), el Canal de Isabel II (Madrid, 2010), Caixa Forum (Barcelona y Madrid, 2010), el Instituto Valenciano de Arte Moderno (Valencia, 2011) o el Musée du Quai Branly (París, 2014), Pera Museum. Estambul, Turquía (2023) entre otros. 
1986 Toques -  Madrid
1990  Mois de la Photographie (participación) - París 
2018 Agua. Galería Blanca  Berlín 
2018 La antropología de los sentimientos - Tabacalera, Madrid 
2019 Los Unicornios Existen en Blanca Berlín Galería. Madrid, España 
2020 La Antropología de los sentimientos   FineArt Igualada. Museu de la Pelle, Igualada, España 
2020 Mujeres del Congo en la Fundación Mainel, Universidad de Valencia. Valencia, España 
2021 1001 Centre de la Photographie. Mougins, Francia 
2022 Trance’n’ dance  Hangar Photo Art Center, Brussel 
2022 Born-Act-Exist. Kyotographie International Photography Festival, Kondaya Genbei Kurogura, Kioto, Japón.
2023 A new story. Photographs from and arounf Göbeklitepe en el Pera Museum. Estambul, Turquía 
2024 La piel y la tierra Galería Blanca Berlín. Madrid, España 
2024 Museo Nacional de Antropología (Madrid).
2024 Antes del tiempo en Ámbito Cultural de El Corte Inglés y Arco Madrid 2024. Madrid, España.

## Museos y colecciones
Sus fotografías forman parte de diversas colecciones permanentes, como las de la Maison Européenne de la Photographie [Casa Europea de la Fotografía (MEP)] (París), el New Museum of Contemporary Art [Nuevo Museo de Arte Contemporáneo] (Nueva York), el Contemporary Arts Museum [Museo de Arte Contemporáneo] (Houston), Foto Colectania (Barcelona), el Instituto Cervantes (Ciudad de México, La Paz, Bolivia, Shanghái, China), el Museo Nacional Centro de Arte Reina Sofía (Madrid), o la Fundación Canal (Madrid).

## Publicaciones
- Parade Nuptiale, 1992, Fata Morgana, con texto de Gérard Macé.
- Fragments, 1994, Saint-Gervais.
- En jambes, 1994, Azygos.
- María Ilusión, 1995,  Plume.
- Rome Efemer, 1997, Gallimard.
- Figures Sans Visages,1997, Fata Morgana, con texto de Gérard Macé.
- Rome, l'invention du Barroque, 1997, Marva, con texto de  Gérard Macé.
- I corpi la pietra, 1997, Leonardo Arte.
- Fuerte como un turco,1998 , Galaxia.
- La trampa del baile, 2000, Photobolsillo.

- Isabel Muñoz, 2004, Lunwerg.
- Cuenca en la mirada - Isabel Muñoz. 2004, Lunwerg.
- Isabel Muñoz, 2007, Lunwerg.[13]
- Isabel Muñoz, 2007, La Fábrica, Madrid
- Maras: la cultura de la violencia. 2007, Caja Duero
- Isabel Muñoz, 2009, Lunwerg, Barcelona, con textos de Isabel Muñoz, Isabel Coixet i Ramón Maydata.[14]
- Infancia: fotografías de Isabel Muñoz, 2010, Lunwerg, Barcelona[15]
- Isabel Muñoz: obras maestras, 2010, La Fábrica, con textos de Christian Caujolle[16]
- Los cuerpos como territorio. Catálogo exposición, 2012, La Fábrica[17]
- La piel de los hijos de Gea / The skin of the children of Gaia. Catálogo de la exposición de la fotógrafa Isabel Muñoz y la escultora Maribel Doménech 2013, Sociedad Estatal para la acción cultural exterior[18]
- La antropología de los sentimientos, 2018 Ministerio de Cultura. España[19]

## Premios y reconocimientos
- Medalla de Oro en la Bienal de Alejandría, 1999.
- World Press Photo, 1999 (categoría Arte y Entretenimiento).
- 2º premio de  "The Arts Stories" en la 43.ª Edición do World Press Photo por "Chines Martial Arts Training".
- 3º Premio "Portraits Stories" en la 48.ª edición del World Press Photo por "The Surma people of Etiopia", publicado por El País Semanal.
- World Press Photo, 2004 (categoría Retratos).
- Premio de Fotografía de la Comunidad de Madrid, 2008.
- Premio PHotoEspaña, 2009.
- Medalla del Mérito de Bellas Artes, 2009.
- Premio Bartolomé Ros por su trayectoria, 2009.
- Premio Nacional de Fotografía 2016, del Ministerio de Cultura de España.[7]
- Premio Optimista Comprometida con la Cultura, de la revista Anoche tuve un sueño, 2016.
- En febrero de 2022 fue nombrada miembro de la Real Academia de Bellas Artes de San Fernando, siendo la primera fotógrafa y la sexta académica de número en conseguirlo, después de Estrella de Diego, Begoña Lolo Herranz, Josefina Molina Reig, Blanca Muñoz Gonzalo y Arantxa Aguirre Carballeira.[2][20]
- Medalla de la Casa de Velázquez, 2024.[21]